# Boris Beljajew
Boris Beljajew (russisch Борис Беляев, engl. Transkription Boris Belyayev; * 23. Februar 1933 in Moskau) ist ein ehemaliger sowjetischer Kugelstoßer.
Bei den Olympischen Spielen 1956 in Melbourne wurde er Fünfter mit 16,96 m.
Seine persönliche Bestleistung von 17,44 m stellte er am 13. Oktober 1956 in Taschkent auf.